# Mesagerul lui Allah
Mesagerul lui Allah [1] (Titlul original: Mohammad, Messenger of God, în arabă: الرسالة Al-Risalah; titlul în SUA: The Message)  este un film epic din 1976 regizat de Moustapha Akkad. În rolurile principale joacă actorii Anthony Quinn, Irene Papas și Michael Ansara.

## Prezentare
Filmul prezintă viața profetului Mahomed. Notabil este că filmul respectă tradițiile islamice care interzic reprezentările vizuale astfel încât profetul Mahomed nu apare propriu-zis în film. Filmul începe cu primele persecuții ale islamului în Mecca și se termină cu reîntoarcerea triumfală a musulmanilor la Mecca.